# グレッグ・エヴィガン
グレッグ・エヴィガン（Greg Evigan、1953年10月14日 - ）は、アメリカ合衆国の俳優。日本でも放送されたテレビドラマ『トラック野郎!B・J』シリーズの主人公B・J・マッケイ役で知られる。

## 出演作品
- ザ・グレイズ　～フロリダ殺人事件簿 シーズン3
- ザ・ファインダー　千里眼を持つ男
- メタル・トルネード
- 黙示録2009　合衆国大炎上
- デス・スピード
- コールドケース6
- 紀元前1億年
- ボディヒート／秘められた欲望
- センター・オブ・ジ・アース ワールド・エンド
- 女検察官アナベス・チェイス シーズン2
- デスパレートな妻たち3
- ケルベロス
- テキサス・チェーンキラー ビギニング
- CSI：マイアミ3
- ロード・オブ・ザ・リベンジ
- ザ・ブリード／NIGHT WORLD
- メル
- ニューヨーク大地震
- メルローズ・プレイス シーズン5
- レジェンド・オブ・ヘルハウス／霊体接近
- サイバードラッグ／テクウォーVOL.1「ウォー」
- サイバードラッグ／テクウォーVOL.2「ロード」
- サイバードラッグ／テクウォーVOL.3「ラボラトリー」
- サイバードラッグ／テクウォーVOL.4「ジャスティス」
- 告発法廷
- 新・刑事コロンボ／死者のギャンブル
- P.S.アイ・ラブ・ユー (テレビドラマ)（コーディ・パウエル）1991年
- レディ・フォーゲット／過去を消された女
- ザ・デプス（フィリップ・ラドロー）
- プライベート・ロード
- ストリッパー殺人事件
- ジェシカおばさんの事件簿／サーカスに死が訪れる
- ケリー・マクギリスの プライベート・セッション
- トラック野郎!B・J（B・J・マッケイ）1979年-1980年 ※主演
- 爆走する7人の白雪姫!!B・J&トラックギャル（B・J・マッケイ）1981年 ※主演
- 女捜査官 Scorchy